# Aptos
Aptos（アプトス）は、もともとBierstadt（ビアシュタット）という名称で、スティーブ・マットソンによって開発されたネオグロテスク体のサンセリフ書体。2023年、これまで使用されていたCalibriに代わり、Microsoft Officeスイートの新たな既定フォントとなった。
AptosおよびそのバリエーションであるAptos Display、Aptos Narrow、Aptos Mono（モノスペースフォント）、Aptos Serif（セリフ体）は、マイクロソフトのクラウドサービスを通じてMicrosoft 365の加入者に提供されている。

## 特徴
Aptosは、Light、Light Italic、Regular、Italic、Semibold、Semibold Italic、Bold、Bold Italic、Extrabold、Extrabold Italic、Black、Black Italicのスタイルが用意されている。
この書体はいくつかの独自の特徴を持ち、可読性の向上が図られている。
- ストロークの終端は、Arialの斜めカットとは異なり、Helveticaに基づく水平および垂直のカットになっている[6]。
- 小文字の「a」特有のテールが削除され、小文字の「l」（エル）にはテールが加えられている（小文字の「t」と同様）。これにより、大文字の「I」（アイ）との混同を防いでいる[7]。
- 大文字の「O」と「R」、小文字の「a」の字形はやや不規則である[7]。
- 小文字の「g」は、Helveticaのような単階層ではなく二階層で、斜めのステムがある[6][7]。大文字の「G」は丸みがあってスパーがない。
- 大文字の「R」のテールは付け根がカーブしている[6]。
- 小文字の「b」「c」「p」および大文字の「C」は、輪郭が広めである[7]。
- 句読点やダイアクリティカルマーク、小文字の「i」と「j」の上の点（ティトル（英語版））は、ArialやHelveticaと異なり丸い形状である。
- 数字の「1」のフラッグはArialに基づき曲線になっている。
- 数字の「7」のステムはカーブのない斜線になっている。
- 大文字「Q」の曲線テールはカウンター（英語版）部分と接している。

Aptosは、基本ラテン文字、ユニコードのラテン文字、ギリシア文字、キリル文字に対応している。Aptosのイタリック体は、真のイタリック体を実装するCalibriとは異なり、キリル文字を除き筆記体風の字形変化がない立ち字の斜体（オブリーク）になっている。またこれらの字形は機械的な傾斜ではなく、一字一字個別に描き起こされている。

## 歴史
Aptosは当初、コロラド州ロッキー山脈のビアシュタット山にちなんで「Bierstadt」と名付けられた。20世紀中頃のスイス系書体を基にしており、HelveticaやArialを想起させるデザインが意図されている。2021年には、他の4書体（Grandview、Seaford、Skeena、Tenorite）とともに、Microsoft OfficeおよびMicrosoft 365向けに配信された。そのためBierstadtは、Microsoft Office標準フォントであるCalibriの後継候補とされてきた。
2023年7月、マイクロソフトは、BierstadtがCalibriの後継書体となることを発表した。採用に際し、カーニングや行間がやや改良され、名称もカリフォルニア州アプトスにちなんで「Aptos」に変更された。デザイナーのマットソンは、Calibriには「親しみやすさ」があり、書き手の意図を歪める可能性があった一方で、Aptosは「明確で中立的」なトーンで書き手の言葉を表現できるとしている。

## 可用性
Aptos、Aptos Display、Aptos Narrow、Aptos Mono、Aptos Serif、およびオリジナルのBierstadt、Grandview、Seaford、Skeena、Tenoriteは、マイクロソフトのクラウドサービスを通してMicrosoft 365のサブスクリプション登録者が利用できる。Aptosについては、マイクロソフトからローカルインストール版としても提供されている。